# Leptomeliola hyalospora
Leptomeliola hyalospora är en svampart som först beskrevs av Joseph-Henri Léveillé, och fick sitt nu gällande namn av Franz Xaver von Höhnel 1919. Leptomeliola hyalospora ingår i släktet Leptomeliola och familjen Parodiopsidaceae.   Inga underarter finns listade i Catalogue of Life.